# Pouya
Kevin Pouya, známý pod jménem Pouya (* 20. prosince 1994 Miami, Florida), je americký rapper a skladatel.

## Kariéra
Pouya začal rapovat v roce 2011, před maturitou nedokončil střední školu. Po opuštění školu pracoval rok jako pomocná síla v restauraci. Spojil se s přítelem z dětství Fat Nickem a oba vytvořili rap crew Buffet Boys, skupinu, která se později stala jejich nahrávací společností. V počátcích měli na YouTube komediální show s názvem The Nick and Pouya Show. Pouya vydal svůj první mixtape s názvem Fuck It v roce 2012. Známým se stal poté, co v roce 2013 vydal píseň „Get Buck“. 20. listopadu 2013 vydal Pouya EP ve spolupráci s The Cool Kids 'Sir Michael Rocks s názvem Gookin. Oba se spojili poté, co se Rocks přestěhoval do Miami.
Jeho pátý sólový mixtape Stunna byl vydán 5. května 2014. Elevator Magazine popsal mixtape takto: „dělá skvělou práci při formování svého stylu do své vlastní verze s jeho zákrutem[ujasnit] vrhl sem tam svůj vlastní styl“. Jeho další mixtape vyšel 25. března 2015 a byl nazván South Side Slugs. Tento mixtape obsahoval featuringy od Sir Michael Rocks, Denzel Curry, SDotBraddy, Alex Wiley, Fat Nick, Germ a Mikey The Magician. Pouya spolupracoval se SuicideBoys na EP, $outh $ide $uicide, které vyšlo 1. září 2015.
V roce 2016 vydal debutové album Underground Underdog pod značkou Buffet Boys. Album se umístilo na # 156 na Billboard 200. V roce 2017 působil jako umělec v písni „On Her Mind“ progresivní metalovou kapelou Volumes na jejich albu Different Animals. Téhož roku vydal kazetu ve spolupráci s Fat Nickem nazvanou Drop Out of School. V roce 2018 vydal své druhé studiové album Five Five. 30. června 2019 vydal Pouya své třetí studiové album The South Got Something to Say. V albu vystoupili jako hosté Juicy J a Ghostemane.

## Osobní život
Pouya je z kubánsko-perského původu.

## Diskografie

### Studiová alba
- Underground Underdog (2016)
- Five Five (2018)
- The South Got Something to Say (2019)

### EP
- Baby Bone (2013)
- Gookin' (2013) (with Sir Michael Rocks)
- South Side Suicide (2015) (with Suicideboys)

### Mixtapy
- Fuck It (2012)
- Don't Sleep on Me Hoe (2012)
- WarBucks (2013) (with SDotBraddy)
- Gookin (2013) (with Sir Michael Rocks)
- Stunna (2014)
- South Side Slugs (2015)
- Drop Out of School (2017) (with Fat Nick)
- Pouya & Boobie Lootaveli: Greatest Hits, Vol. 3 (2019) (with Boobie Lootaveli)
- Pouya & Boobie Lootaveli: Greatest Hits, Vol. 1 (2020) (with Boobie Lootaveli)